# کلارنس گرگوری
کلارنس گرگوری (انگلیسی: Clarence Gregory; ۲۷ اکتبر ۱۹۰۰ – ۱۹۷۵ (۷۴−۷۵ سال)) بازیکن فوتبال بود.
از باشگاه‌هایی که در آن بازی کرده‌است می‌توان به باشگاه فوتبال هرفورد یونایتد اشاره کرد.